# Драгутин Враговић
Драгутин Враговић (Загреб, 1901. — Загреб 22. јануар 1973) је био југословенски фудбалер.

## Биографија
Спада у пионирску генерацију репрезентативаца: први пут се појавио на међународној фудбалској сцени заједно са репрезентацијом Краљевине СХС на Олимпијским играма у Антврпену 1920., а играо је и 1922. против Чехословачке (4:3) у Загребу кад је наш национални тим забележио прву победу.
Био је свестран играч (у клубу је играо бека, халфа, полутку и вођу навале - у репрезентацији оба крилна халфа), добар техничар, веома борбен и добар градитељ игре. Прославио се у дресу Грађанског у коме је, као капитен тима, 1923. и 1926. освајао национално првенство. Тада је био међу најбољим играчима, посебно се истакавши на гостовању Грађанског у Шпанији 1922. и 1923.
На 18 утакмица носио је дрес градске селекције Загреба (1920—1928) и на седам бранио боје репрезентације Југославије (1920—1923). Дебитовао је 28. августа 1920. против Чехословачке (0:7) на олимпијском турниру у Антверпену, а од националног тима опростио се 28. октобра 1923. у сусрету против Чехословачке (4:4) у Прагу.
Као пензионисани железнички службеник подлегао је срчаном удару у зиму 1973. у Загребу.

## Трофеји

### ХШК Грађански
- Првенство (2): 1923. и 1926.